# Вітулин
Вітулин (або Витулин, Вітулін, пол. Witulin) — село в Польщі, у гміні Лісна Більського повіту Люблінського воєводства. Населення — 352 особи (2011).

## Історія

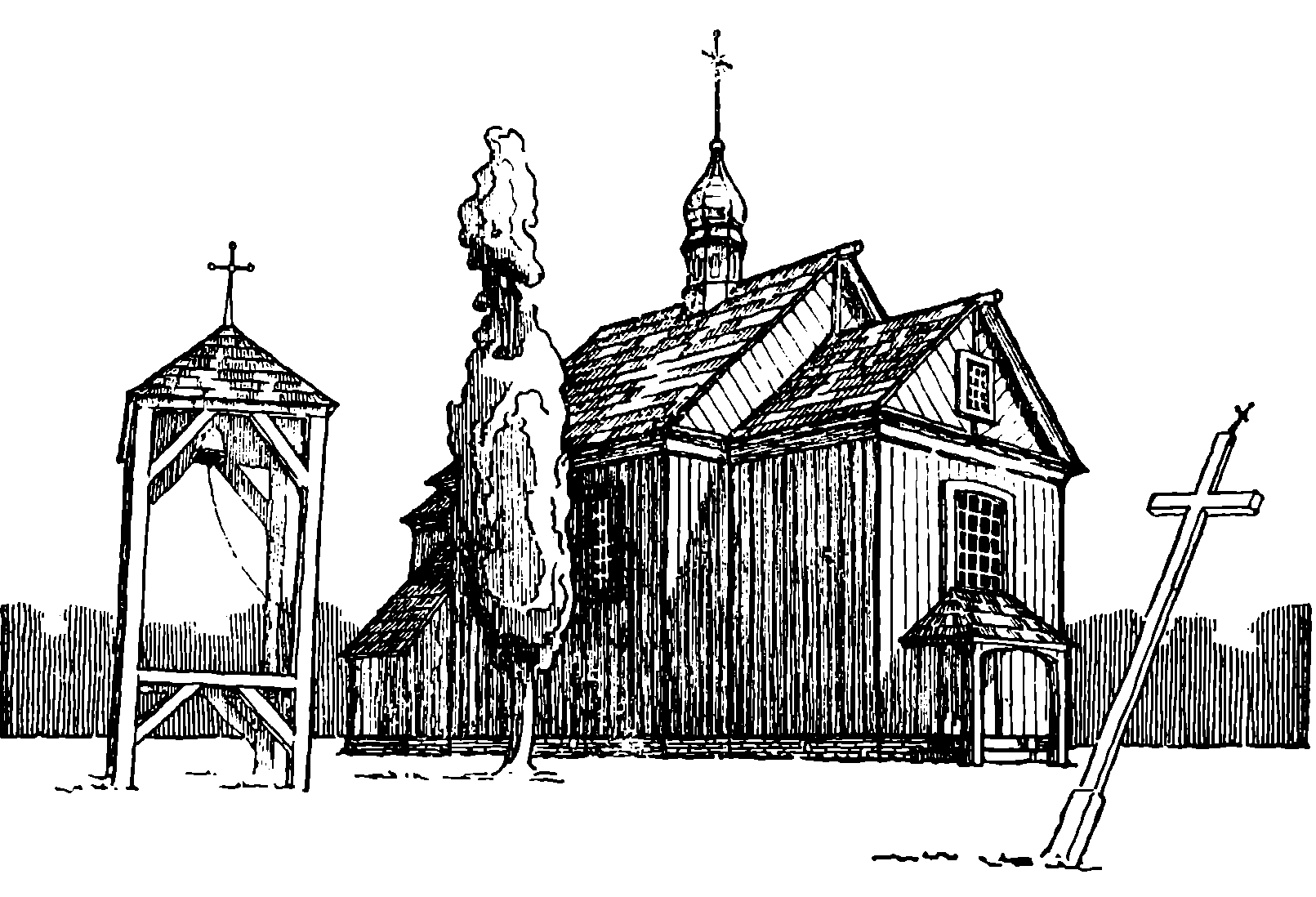
Українська церква у Вітулині, рисунок 1941 року Леоніда Маслова

1573 року вперше згадується православна церква в селі.
1648 року повсталі козаки Богдана Хмельницького під час наїзду спалили у Вітулині греко-католицьку церкву.
За даними етнографічної експедиції 1869—1870 років під керівництвом Павла Чубинського, у селі переважно проживали греко-католики, які розмовляли українською мовою.
У 1872 році до місцевої греко-католицької парафії належало 548 вірян.
У міжвоєнні 1918—1939 роки польська влада в рамках великої акції руйнування українських храмів на Холмщині і Підляшші перетворила місцеву православну церкву на римо-католицький костел.
У 1975—1998 роках село належало до Білопідляського воєводства.

## Населення
Демографічна структура станом на 31 березня 2011 року:
|          | Загалом | Допрацездатний вік | Працездатний вік | Постпрацездатний вік |
| -------- | ------- | ------------------ | ---------------- | -------------------- |
| Чоловіки | 181     | 28                 | 129              | 24                   |
| Жінки    | 171     | 35                 | 91               | 45                   |
| Разом    | 352     | 63                 | 220              | 69                   |